# Ülken Araltöbe Aralyq
Ülken Araltöbe Aralyq är en ö i Kazakstan. Den ligger i den östra delen av landet, 1 000 km sydost om huvudstaden Astana.